# بداية وإعادة اللعب

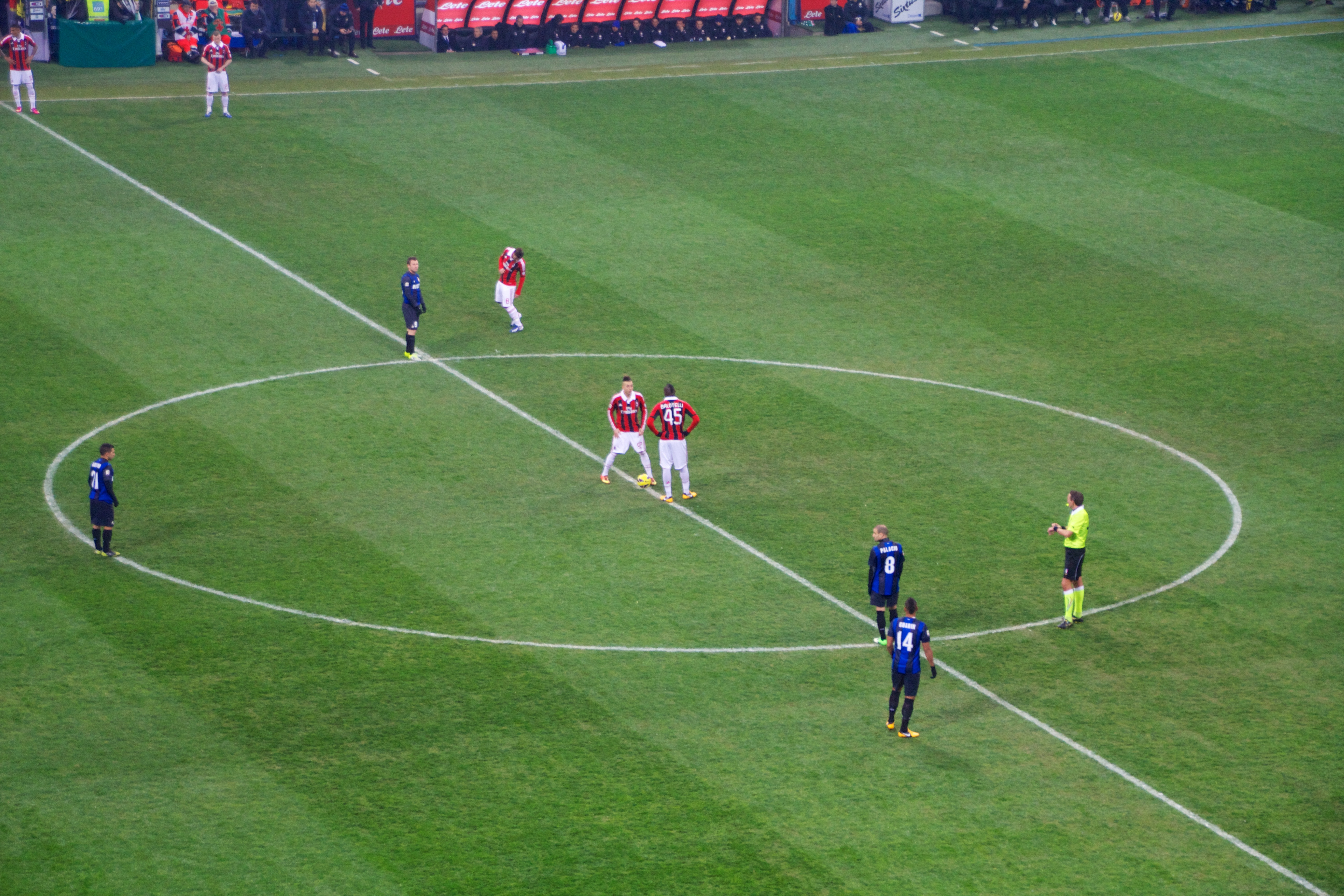
صورة توضح ركلة البداية في بداية احدى مباريات كرة القدم

بداية وإعادة اللعب من جديد هو القانون الثامن من قوانين لعبة كرة القدم، وينظم مسألة الوقت الذي يتم فيه بداية اللعب وإعادة استئناف اللعب.

## ركلة البداية
المواقف التي تتم فيها لعب ركلة البداية (بالإنجليزية: Kick Off)‏ والتي تحدد بداية واستئناف البداية مرة أخرى في بعض المواقف داخل المباراة :
1. في بداية المباراة ( ويتم تحديد الفريق الذي يلعبها عن طريق القرعة باستخدام عملة معدنية).
2. بعد تسجيل هدف في أي فريق (يقوم الفريق الذي دخل فيه الهدف بلعب ضربة البداية من جديد).
3. في بداية الشوط الثاني من المباراة (يكون الفريق الأخر غير الفريق الذي بدأ الشوط الأول).
4. في بداية كل فترة من الأشواط الإضافية، حيثما ينطبق ذلك يمكن تسجيل هدف مباشرة من ركلة البداية.

## إسقاط الكرة
يتم عمل إسقاط للكرة عندما يتوقف اللعب دون تحديد أي من الطرفين. يقوم خلالها حكم المباراة بجمع لاعب واحد من كل فريق ثم رفع الكرة قليلا وإسقاطها على الأرض وعندما تلمس الأرض يبدأ اللعب.